# Cape Canaveral Air Force Station Skid Strip
Cape Canaveral AFS Skid Strip (codi OACI: KXMR, FAA LID: 
XMR) és un aeroport militar al Cape Canaveral Air Force Station (CCAFS), a 7 milles nàutiques (11 km) al nord-est de Cocoa Beach, Florida. Compta amb una pista d'aterratge pavimentada amb asfalt designada 13/31 que fa 3.048 per 61 m. La instal·lació és propietat de la Forces Aèries dels Estats Units d'Amèrica (USAF).
Aquest aeroport està assignat a tres lletres amb el location identifier de XMR de la Federal Aviation Administration, però no té cap codi d'aeroports IATA.
La pista va ser anomenada per primera vegada Skid Strip pels míssils de creuer SM-62 Snark (que no tenien rodes) que tornaven de les proves de vol que havien lliscar per detenir-se.
A la dècada de 1960, el Douglas C-133 Cargomaster era un visitant freqüent, portant míssils Atlas i Titan modificats, utilitzats com a vehicles de llançament per a programes espacials tripulats i no tripulats que van conduir als allunatges del programa Apollo. El Skid Strip va ser utilitzat per les aeronaus de transport de la NASA Pregnant Guppy i Super Guppy transportant l'etapa superior S-IVB pels coets Saturn IB i Saturn V utilitzats pel programa Apollo.
Actualment, és utilitzat principalment per les aeronausC-130 Hercules, C-17 Globemaster III i C-5 Galaxy de la USAF pel transport de càrregues de satèl·lits al CCAFS per muntar-les amb els vehicles de llançament.
El CCAFS Skid Strip de vegades es confon amb el Shuttle Landing Facility de la NASA, però aquesta pista, especialment construïda per al Transbordador Espacial, que està ubicat a Merritt Island a l'adjacent John F. Kennedy Space Center.